# Лінійність (відеоігри)
Лінійністю у відеоіграх називають певний порядок дій, які необхідні для повного проходження гри. Відповідно, більш лінійна гра потребує чіткішого порядку дій, унеможливлюючи відхилення від основної сюжетної лінії, дослідження локацій чи «проскокування» рівнів.

## Абсолютно лінійні ігри
Абсолютно лінійними іграми звичайно є жанри, що мають рівні. Завершуючи один рівень, гравець переходить на інший, і так до кінця. В таких іграх неможливо перескочити рівень чи розпочати гру з довільного рівня. Іноді такі ігри ще й мають обмеження в часі, запобігаючи цим надмірному дослідженню рівнів.

## Абсолютно нелінійні ігри
Абсолютно нелінійними іграми звичайно є ігри, що не мають конкретної мети, не мають певних досягнень, після яких можна сказати, що гру пройдено. Як приклад можна навести симулятори настільних ігор, симулятори реального життя (наприклад, Sims), симулятори містобудування (в режимі «пісочниці»), багатокористувацькі ігри. Також у цю категорію умовно можна віднести ігри, що мають певну визначену мету, для якої потрібне виконання певних дій; але в таких іграх ці дії можна виконувати абсолютно різними шляхами, а можна й узагалі не виконувати (грати в режимі «пісочниці»). Сюди потрапляють деякі симулятори містобудування (за досягнення певних очок чи інших показників можуть відкриватися нові карти), автосимулятори (наприклад, для отримання нових машин у Need for Speed треба виграти певні рейси; можна цього й не робити, тоді доведеться кататися на стандартних) тощо.

## Напівлінійні ігри
Решта ігор. Загалом, це стратегії, Action, шутери, RPG тощо, де існує певна задача (пройти гру стовідсотково), для виконання якої потрібне послідовне проходження, але надається можливість досліджувати ігровий світ, деякі місії проходити в довільному порядку, немає обмеження в часі. В таких іграх часто теж необов'язково проходити гру (можна просто досліджувати ігровий світ чи займатися іншою діяльністю), але це обмежує дії гравця. Для поступового усунення цих обмежень треба трохи просунутися у сюжетному проходженні. Окремі завдання по ходу проходження (місії) звичайно можна проходити у довільному порядку, але певні блоки місій (проходження яких усувають певні обмеження) треба проходити лише в заданому порядку.